# Bill Tosheff
William Mark "Bill" Tosheff (Gary, Indiana, 2 de junio de 1926-Kauai, Hawái, 1 de octubre de 2011) fue un jugador de baloncesto estadounidense que disputó tres temporadas en la NBA. Con 1,85 metros de estatura, jugaba en la posición de base.

## Trayectoria deportiva

### Universidad
Jugó durante cuatro temporadas con los Hoosiers de la Universidad de Indiana, en las que promedió 8,4 puntos por partido.

### Profesional
Fue elegido en la trigésimo tercera posición del Draft de la NBA de 1951 por Indianapolis Olympians, donde en su primera temporada promedió 9,4 puntos, 3,4 asistencias y 3,3 rebotes, que le valieron para compartir con Mel Hutchins el galardón de Rookie del Año de la NBA, aunque todavía ese año se otorgaba de manera oficiosa.
Al año siguiente se consolidó en el puesto de titular, acabando como tercer mejor anotador del equipo, por detrás de Leo Barnhorst y Joe Graboski, promediando 11,3 puntos, a los que añadió 3,6 asistencias por partido.
Pero al término de la temporada 1952-53 la franquicia desapareció, produciéndose un draft de expansión, siendo elegido por los Milwaukee Hawks. En su nuevo equipo se alternó en la pista con Irv Bemoras, promediando 6,9 puntos y 2,8 asistencias, en la que sería su última temporada como profesional.
Tras retirarse, se dedicó a luchar por las pensiones de los jugadores de la liga anteriores a 1965, que no tenían derecho a las mismas a no ser que jugaran más de 4 años en la competición. Logró ayudar a más de 100 jugadores.

## Estadísticas en la NBA

### Temporada regular
| Año     | Equipo       | PJ  | MPP  | %TC  | %TL  | RPP | APP | PPP  |
| ------- | ------------ | --- | ---- | ---- | ---- | --- | --- | ---- |
| 1951–52 | Indianapolis | 65  | 31.6 | .327 | .824 | 3.3 | 3.4 | 9.4  |
| 1952–53 | Indianapolis | 67  | 36.7 | .323 | .806 | 3.4 | 3.6 | 11.3 |
| 1953–54 | Milwaukee    | 71  | 25.7 | .291 | .743 | 2.3 | 2.8 | 6.9  |
| Total   | Total        | 203 | 31.2 | .315 | .793 | 3.0 | 3.3 | 9.2  |

### Playoffs
| Año   | Equipo       | PJ | MPP  | %TC  | %TL   | RPP | APP | PPP |
| ----- | ------------ | -- | ---- | ---- | ----- | --- | --- | --- |
| 1952  | Indianapolis | 2  | 34.0 | .111 | 1.000 | 3.0 | 3.5 | 3.5 |
| 1953  | Indianapolis | 2  | 33.0 | .063 | 1.000 | 2.5 | 2.0 | 4.5 |
| Total | Total        | 4  | 33.5 | .088 | 1.000 | 2.8 | 2.8 | 4.0 |